# Puigvert (apellido)
Puigvert es un apellido de origen catalán-aragonés. Es poco común y se encuentra  principalmente en Cataluña, aunque también hay portadores del apellido en países latinoamericanos como Venezuela, Cuba y Uruguay. 

## Etimología
Se da por seguro que Puigvert proviene de Francia. 

### Origen
Mosén Jaime Febrer cita a Bernardo Puigvert, un caballero muy conocido en el Rosellón que acudió a la conquista del reino de Valencia. Añade que fue hombre de mucho acierto en asuntos militares y que poseyó las Villas de Relleu y Planes (Alicante) con sus valles. También fue el administrador del diezmo y poseedor de la primicia de los señoríos de Biar y Alcoy, en la misma provincia. En la villa de Tordera, del partido judicial de Arenys de Mar (Barcelona), tuvo casa una familia de este apellido.

### Heráldica
Las armas de la familia reflejan un monte de sínople en un campo de plata, sobre el cual se alza una flor de lis azul. La inclusión del elemento del monte señala el origen topográfico de la familia e indica el origen de la propiedad que seguramente detentaron como señores feudales. En el escudo también se refleja un yelmo plateado, con plumas verdes y plateadas. El yelmo además incluyen adornos dorados y una corona ducal.  
Los esmaltes del arma de los Puigvert pregonan los siguientes valores: la plata corresponde al símbolo de la Luna, pureza, sinceridad, templanza, clemencia y amabilidad son las características espirituales de la familia, a las que hay que añadir otras como el afán de victoria y éxito y la elocuencia. 

## Geografía
Existen dos localidades en la provincia de Lérida (en España) que portan el Puigvert en su nombre, a saber: Puigvert de Lérida y Puigvert de Agramunt. La carta de población de Agramunt fue firmada por Guillem de Puigvert.

### Castillo de Puigvert
En el municipio Puigvert de Agramunt, se encuentra ubicado el Castillo de Puigvert, una fortaleza medieval que fue conquistada por Ermengol IV de Urgell y cedido al linaje de Puigvert (Puigvert de Occitania), quienes dieron el nombre al pueblo. En 1314 el castillo se incorporó a los dominios de los condes de Urgell, hasta que el condado desapareció  en 1413 y el pueblo pasó a otras jurisdicciones.